# Migdal HaEmek
Migdal HaEmek —en hebreu מגדל העמק; en àrab مجدال هعيمق, Mijdāl Haʿīmiq— és una ciutat del Districte Nord d'Israel. Segons l'Oficina Central d'Estadístiques d'Israel, la població és de 27.000 habitants. Entre els seus parcs industrials es troben: Ramat Gabriel, i el parc industrial del sud. Migdal HaEmek va ser fundat cinc anys després de la Declaració d'Independència d'Israel. La ciutat disposa d'un parc arqueològic i dos boscos. En el poble es poden trobar els bancs: Leumi, Discount i Hapoalim. La seva població està formada per ciutadans marroquins, francesos, espanyols, etíops, argentins, xilens, uruguaians, romanesos, russos, i d'altres nacionalitats. El seu batlle municipal actual és Eli Barda, que està en el seu tercer mandat consecutiu.